# Qviding Fräntorps Idrottsförening
Il Qviding Fräntorps Idrottsförening, meglio noto come Qviding FIF o semplicemente Qviding, è una società calcistica svedese con sede nella città di Göteborg. Milita in Ettan, il terzo livello del campionato svedese. 
Dalla nascita fino al 2008, il club ha disputato le proprie gare interne al Torpavallen, poi sostituito dal Valhalla Idrottsplats.

## Storia
Il Qviding FIF si è formato nell'ottobre 1987 a seguito dell'unione di due squadre precedentemente esistenti, il BK Qviding e il Fräntorps IF. La denominazione originale "Qviding" deriva dal nome della strada in cui i fondatori sono cresciuti, per l'appunto la Qvidingsgatan.
Nel 2005 la squadra ha vinto il campionato di Division 2 dell'area di Västra Götaland con 8 punti di vantaggio sulla seconda in classifica, il Trollhättan. Questo piazzamento ha permesso la partecipazione agli spareggi promozione contro il Syrianska: nella gara di andata è arrivata una vittoria esterna per 0-2, mentre la sconfitta indolore (1-2) della sfida di ritorno ha consentito la prima promozione in Superettan, oltre a un record di pubblico con 2350 spettatori al Torpavallen.
Al debutto nel secondo campionato nazionale, il Qviding aveva in rosa 15 prodotti del proprio vivaio ma la retrocessione fu diretta, con un ritardo di 14 punti sulla terzultima classificata. Era iniziato un lungo saliscendi tra terza e seconda serie, con una serie di promozioni e retrocessioni consecutive. Tra il 2005 e il 2011 infatti, solo in un'occasione la squadra ha militato nella stessa categoria per due anni di fila (grazie alla salvezza nella Superettan 2008).
Nel frattempo, a partire dalla stagione 2008, il Qviding aveva lasciato il Torpavallen per disputare le proprie partire interne al Valhalla IP.

## Palmarès

### Competizioni nazionali
- Division 1: 2

2007, 2010
- Division 2: 2

2005, 2019
- Division 3: 1

2018

### Altri piazzamenti
- Division 1:

Finalista play-off: 2010